# Ulva
Die Insel Ulva (schottisch-gälisch Ulbhaⓘ) liegt drei Kilometer westlich von Mull im Atlantik vor Schottland. Sie ist rund 12 km lang, 4 km breit und fast 20 km² groß. Sie entstand vor etwa 60 Millionen Jahren durch Vulkanausbrüche des Ben More, der heute mit 966 Metern Höhe der größte Berg auf Mull ist; so entstanden auch die Insel Staffa und Mull. Vor 60 Millionen Jahren sank der Meeresspiegel dramatisch, so dass von Höhlen durchzogene Basaltschichten zum Vorschein kamen. Wo die ausgeschüttete Lava des Ben More schließlich abkühlte, konnte sich das Meer das Land zurückerobern und ließ zerklüftete und ausgewaschene Küstenstreifen zurück.
Die Insel ist größtenteils baumlos, die höchste Erhebung ist der 313 Meter hohe Beinn Chreagach. Die Insel ist vielerorts mit Nelken, Orchideen und Sonnentau bewachsen.
Den Namen soll die Insel von den Wikingern haben, die ihre Späher auf die Insel schickten. Diese kehrten wieder um und sagten Ullamh dha (Niemand zu Hause). Später siedelten sich Skoten aus Mull an und vertrieben die Wikinger. Die Inselbewohner lebten in der Folgezeit friedlich vom Verkauf von Seegras als Felddünger.
1722 wurden die Bewohner von Ulva vor ein Gericht in Inveraray gestellt, weil sie sich das wertvolle Öl eines gestrandeten Wales angeeignet hatten.
1770 war die Insel von 600 Menschen besiedelt, 1780 nur noch von 100. Die fehlenden 500, und die 30 Bewohner der benachbarten Miniinsel Gometra, wurden durch die Highland Clearances („Säuberungen“) von Großgrundbesitzern 1786 vertrieben. 2011 lebten noch 11 Personen auf der Insel. Die Schüler müssen mit dem Boot zur Schule nach Mull gebracht werden. 2018 fiel die Bevölkerungszahl auf 6.
Die Bewohner leben mehrheitlich von der Austern- und der Schafzucht. Der Fischfang spielt auch eine große Rolle. Der Tourismus hat bisher kaum Eingang auf die Insel gefunden, was auch daran liegen kann, dass es auf der Insel keine Übernachtungsmöglichkeiten gibt. Die Bevölkerung lebt in den Orten Ormaig Tin-a-t-Shainn (veraltet Ormaig) und Cragaìg.  
Die Bewohner sprechen im Alltag schottisch-gälisch, und alle Schilder sind auf schottisch geschrieben.
Sehenswert sind neben der schönen Landschaft mehrere Hünengräber und Menhire, zwei alte keltische Friedhöfe, zahlreiche Spuren der Clearances sowie einige Höhlen.
Bei Niedrigwasser kann man außerdem zur benachbarten Insel Gometra laufen, auf der man noch Siedlungsreste und Überbleibsel einer Festungsanlage findet.
Im März 2018 gab die Bevölkerung ein Angebot über mehr als 4,4 Millionen Pfund für den Kauf Insel ab. Aus dem Privatbesitz der Familie Howard, in deren Besitz seit 1947, wurde so am 21. Juni 2018 eine Insel in Gemeinschaftseigentum. Die Bevölkerung will nun vorsichtig ihre Insel vermarkten, vor allem für sanften, naturnahen Tourismus. Außerdem hofft man neue Bewohner auf die Insel locken zu können.
Das Steinpaar von Cragaig (auch Ulva 1) steht nahe der Südküste.